# Ethridge
Ethridge és una població dels Estats Units a l'estat de Tennessee. Segons el cens del 2000 tenia 536 habitants.

## Demografia
Segons el cens del 2000, Ethridge tenia 536 habitants, 210 habitatges, i 153 famílies. La densitat de població era de 176,9 habitants/km².
Dels 210 habitatges en un 33,3% hi vivien nens de menys de 18 anys, en un 52,4% hi vivien parelles casades, en un 16,7% dones solteres, i en un 27,1% no eren unitats familiars. En el 22,4% dels habitatges hi vivien persones soles l'11,9% de les quals corresponia a persones de 65 anys o més que vivien soles. El nombre mitjà de persones vivint en cada habitatge era de 2,55 i el nombre mitjà de persones que vivien en cada família era de 2,98.
Per edats la població es repartia de la següent manera: un 25,6% tenia menys de 18 anys, un 11% entre 18 i 24, un 28,7% entre 25 i 44, un 22,8% de 45 a 60 i un 11,9% 65 anys o més.
L'edat mediana era de 34 anys. Per cada 100 dones de 18 o més anys hi havia 90 homes.
La renda mediana per habitatge era de 28.542 $ i la renda mediana per família de 42.708 $. Els homes tenien una renda mediana de 29.000 $ mentre que les dones 18.125 $. La renda per capita de la població era de 15.360 $. Entorn del 4,2% de les famílies i el 9,7% de la població estaven per davall del llindar de pobresa.

## Poblacions més properes
El següent diagrama mostra les poblacions més properes.